# ニコ・シグル
ニコ・シグル（Niko Sigur、2003年9月9日 - ）は、カナダ・ブリティッシュコロンビア州バーナビー出身のクロアチア系カナダ人サッカー選手。HNKハイドゥク・スプリト所属。ポジションはMFまたはDF。

## クラブ経歴
ブリティッシュコロンビア州のバーナビーに生まれ、地元のアマチュアクラブであるマウンテン・ユナイテッドFCでサッカーを始めた。2022年にスロベニアのNKラドムリェの下部組織へ入団すると、翌年には提携クラブであったHNKハイドゥク・スプリトへ移籍した。
ハイドゥク・スプリト加入から1年にも満たない2023年4月22日、プルヴァHNLのNKヴァラジュディン戦にてトップチームデビューを飾った。

## 代表経歴
クロアチアとカナダの国籍を保有しており、HNKハイドゥク・スプリトでのプロデビュー後すぐにそれぞれのサッカー協会から代表への勧誘を受けた。2023年6月1日、クロアチアサッカー連盟側がシグルの説得に成功し、これ以降シグルはクロアチア代表としてキャリアを歩むこととなった。
20224年8月、クロアチアサッカー連盟はシグルがカナダ代表へ変更すると発表した。9月10日、メキシコ代表との親善試合でカナダ代表としてA代表初出場。